# Исаево (Одесская область)
Исаево (укр. Ісаєве) — село, относится к Березовскому району Одесской области Украины.
В селе находится дворец-усадьба Курисов.

## Население
Население по переписи 2001 года составляло 1513 человека. Почтовый индекс — 67023. Телефонный код — 8-04857. Занимает площадь 0,311 км². В Исаево родился известный певец и бард Пётр Лещенко.

## Местный совет
67023, Одесская обл., Березовский р-н, с. Исаево, ул. Петра Лещенко, 116